# 1795 au Nouveau-Brunswick
Chronologie du Nouveau-Brunswick
- 1791
- 1792
- 1793
- 1794
- 1795
- 1796
- 1797
- 1798
- 1799

Cette page concerne des événements survenus en 1795 dans la colonie du Nouveau-Brunswick.

## Événements
- William Campbell succède à Gabriel G. Ludlow au poste du maire de Saint-Jean.